# Automeris cruentus
Automeris cruentus är en fjärilsart som beskrevs av Friedrich Wilhelm Niepelt 1934. Automeris cruentus ingår i släktet Automeris och familjen påfågelsspinnare. Inga underarter finns listade i Catalogue of Life.